# Cristina Aché
Maria Cristina Aché Cardoso Pinto (11 de julio de 1957, Río de Janeiro), más conocida como Cristina Aché, es una actriz brasileña que también se ha desempeñado en un par de ocasiones como productora.

## Biografía
Nació el 11 de julio de 1957 en la ciudad brasileña de Río de Janeiro y estudió arte dramático en la Escuela de Teatro Martins Pena. Su debut en cine se produjo en 1973 con el largometraje Os primeiros Momentos, del director Pedro Camargo, y desde entonces ha aparecido en muchos otros, además de haber realizado varios papeles en televisión y en teatro. En 1976 se casó con el cineasta Joaquim Pedro de Andrade, con quien tuvo dos hijos. Actuó en la película Noite (1985), en la que además debutó como productora.

## Filmografía
- Os primeiros Momentos (1973)
- O Filho do Chefão (1974)
- Nem Os Bruxos Escapam (1975)
- Guerra Conjugal (1975)
- As Deliciosas Traições do Amor (1975)
- Quem Tem Medo de Lobisomem? (1975)
- Padre Cícero (1976)
- Contos Eróticos (1977)
- A Batalha dos Guararapes (1978)
- Chuvas de Verão (1978)
- Amor Bandido (1979)
- Os sete Gatinhos (1980)
- O Homem do Pau-Brasil (1982)
- Agüenta, Coração (1984)
- Noites do Sertão (1984)
- A Estrela Nua (1984)
- Areias Escaldantes (1985)
- Noite (1985, también como productora)
- O Judeu (1996)
- Doces Poderes (1997)
- Brava Gente Brasileira (2000, productora ejecutiva)
- Minha Vida em Suas Mãos (2001)
- Quase Dois Irmãos (2004)
- Encarnação do Demônio (2008)

## Televisión
- Vejo a Lua no Céu (1 episodio, 1976)
- Ciranda, Cirandinha (1 episodio, 1978)
- Plumas & Paetês (número de episodios desconocido, 1980)
- O Amor É Nosso (número de episodios desconocido, 1981)
- Novo Amor (número de episodios desconocido, 1986)
- Pacto de Sangue (1 episodio, 1989)